# Ton Sijbrands

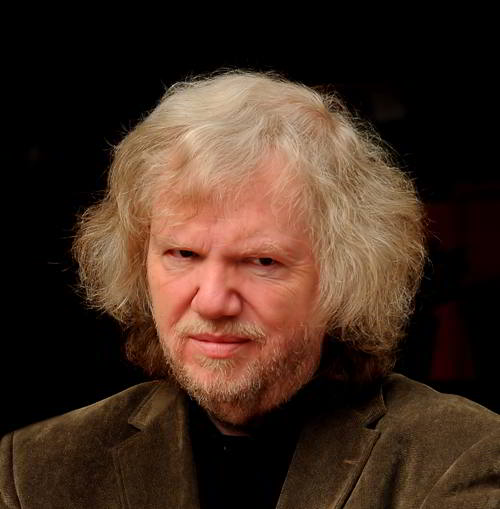
Ton Sijbrands

Teunis (Ton) Sijbrands (Ámsterdam, 15 de diciembre de 1949) es un jugador holandés de Damas internacionales que se convirtió en campeón del mundo en 1972 y en 1973 después de haber defendido con éxito su título contra el ruso Andris Andreiko. Él también tiene una columna semanal sobre el juego de las damas en el diario nacional holandés de Volkskrant.
En 1967, 1969, 1970, 1971, 1973 y 1988 fue campeón nacional holandés.
También hizo grandes logros en las partidas de damas a la ciega. En 2002 ganó 17 partidas y tuvo 5 tablas de un total de 22 partidas, lo que equivale a una puntuación de aproximadamente el 88%.
El 18 de diciembre de 2004, Sijbrands mejoró en el pueblo holandés Lutten el récord de las partidas de damas a la ciega. En este intento, que duró 24 horas, ganó 20 de 24 partidas, los otros 4 fueron empates, lo que equivale a una puntuación de alrededor del 92%. En su siguiente intento, el 5 de octubre de 2007 en la Universidad de Tilburg, rompió su propio récord de nuevo. Esta vez jugó 25 partidas, ganando 21 y 4 tablas. Después de perder su récord al compatriota holandés Erno Prosman Sijbrands se recuperó en septiembre de 2009 cuando jugó 28 partidas al mismo tiempo, ganando 18, 7 empates y 3 partidas perdidas.
Ton Sijbrands ocupó hasta 2011 el primer lugar en el rango de la Federación Mundial de Damas.